# Lionheart (album)
Pour les articles homonymes, voir Lionheart.
Pour un article plus général, voir Discographie et vidéographie de Kate Bush.
 (août 2012).
Albums de Kate Bush
The Kick Inside
(1978) Never for Ever
(1980)
Singles
1. Hammer Horror
Sortie : 27 octobre 1978
2. Wow
Sortie : 9 mars 1979
3. Symphony in Blue
Sortie : 1978

Lionheart est le deuxième album de Kate Bush, sorti en 1978. 
À signaler les chansons Kashka from Baghdad qui traite de l'homosexualité et Hammer Horror, hommage au cinéma d'horreur britannique qui connut une grande vogue dans les années 1960 et 1970. Pour un deuxième album, Kate Bush a bénéficié des plus grands musiciens de l'heure, dont certains de l'entourage du Alan Parsons Project, soit le claviériste et producteur Andrew Powell, le guitariste Ian Bairnson, le bassiste David Paton ainsi que le batteur Stuart Elliot et le claviériste Duncan Mackay. On retrouve aussi Richard Harvey du groupe Gryphon, Francis Monkman de Curved Air et des musiciens de studio. Produit par Powell assisté de Bush, ce deuxième album suit le précédent de seulement neuf mois, il a atteint la sixième place des charts britanniques et a été certifié disque de platine. Le premier single de l'album Hammer horror a raté de peu le top 40 alors que le suivant, Wow, est devenu un succès du top 20.

## Liste des titres
- Tous les titres sont des compositions de Kate Bush sauf In search of Peter Pan qui incorpore un extrait de When You Wish Upon a Star sur une musique de Leigh Harline et un texte de Ned Washington.

| No  | Titre                                  | Durée |
| --- | -------------------------------------- | ----- |
| 1.  | Symphony in Blue                       | 3:35  |
| 2.  | In Search of Peter Pan                 | 3:46  |
| 3.  | Wow                                    | 3:58  |
| 4.  | Don't Push Your Foot on the Heartbrake | 3:12  |
| 5.  | Oh England My Lionheart                | 3:10  |
| 6.  | Fullhouse                              | 3:14  |
| 7.  | In the Warm Room                       | 3:35  |
| 8.  | Kashka from Baghdad                    | 3:55  |
| 9.  | Coffee Homeground                      | 3:38  |
| 10. | Hammer Horror                          | 4:39  |

## Personnel
- Kate Bush : Chant, chœurs (4,5), piano, claviers, flûte à bec, arrangements
- Ian Bairnson : Guitares acoustique(2,10), électrique (1–4, 6, 10) et rythmique (9)
- Brian Bath : Guitare (3)
- Paddy Bush : Mandoline (3), guitare slide (4), mandocelle (8), psaltérion (8), flûte de pan (8), chœurs (4,5,8)
- David Paton : Basse (1, 2, 4, 6, 9)
- Del Palmer :  Basse (3,8,10)
- Andrew Powell : Arrangements, joanna strumentum (8), harmonium (10)
- Duncan Mackay : Fender Rhodes (1,2,4), synthétiseur (3,9,10)
- Francis Monkman : Orgue Hammond (6), clavecin (4,5)
- Richard Harvey : Flûte à bec (5)
- Stuart Elliot : Batterie (1, 2, 4, 6, 9, 10), percussions (1, 8, 9)
- Charlie Morgan : Batterie (3,8)
- David Katz : Direction de l'orchestre (9,10)

## Production
- Andrew Powell : Production
- Kate Bush : Productrice associée
- Jon Kelly : Ingénieur, mixing
- Patrick Jaunead :Assistant ingénieur
- Nigel Walker : Assistant au mixing
- Gered Mankowitz : Direction artistique, photographie
- Richard Gray : Design
- John Carder Bush : Concept de la jaquette